# William Tharp

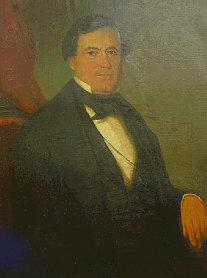
William Tharp

William Tharp (* 27. November 1803 in Farmington, Delaware; † 9. Januar 1865 in Milford, Delaware) war ein US-amerikanischer Politiker und von 1847 bis 1851 Gouverneur des Bundesstaates Delaware.

## Frühe Jahre und politischer Aufstieg
Nach seiner Schulzeit übernahm William Tharp die Farm seiner Familie, die er neben seiner politischen Tätigkeit für den Rest seines Lebens bewirtschaftete. Politisch wurde er Mitglied der Demokratischen Partei. Zwischen 1838 und 1842 war er Mitglied des Senats von Delaware und im Jahr 1844 kandidierte er erfolglos bei den Gouverneurswahlen. Zwei Jahre später wurde er dann doch als Kandidat seiner Partei gegen den späteren Gouverneur Peter F. Causey in das höchste Staatsamt gewählt.

## Gouverneur von Delaware
William Tharp trat seine vierjährige Amtszeit am 19. Januar 1847 an. Zu Beginn seiner Regierungsperiode war der Mexikanisch-Amerikanische Krieg noch in vollem Gange, den Tharp offiziell unterstützte. Privat zweifelte er aber am Sinn und der Notwendigkeit dieses Krieges. Ein Disput mit der Bundesregierung um eine Insel im Delaware River wurde beigelegt. Später errichtete der Bund auf dieser Insel das Fort Delaware.

## Weiterer Lebenslauf
Nach dem Ende seiner Gouverneurszeit im Januar 1851 zog sich Tharp aus der Politik zurück und widmete sich seiner Farm. Im Jahr 1852 wurde er als Schatzmeister Mitglied des Vorstands der Delaware-Railroad-Eisenbahngesellschaft. William Tharp starb im Januar 1865. Mit seiner Frau Mary hatte er fünf Kinder. Sein Enkel William Tharp Watson sollte zwischen 1895 und 1897 ebenfalls Gouverneur von Delaware werden.